# Les Enfants (film, 1959)
Pour les articles homonymes, voir Enfant (homonymie).
Pour plus de détails, voir Fiche technique et Distribution.
Les Enfants (Los chicos) est un film espagnol réalisé par Marco Ferreri et sorti en 1959.
C'est le deuxième film de la trilogie madrilène de Ferreri après L'Appartement et avant La Petite Voiture. Il a été interdit par la censure franquiste.

## Fiche technique
Sauf indication contraire, les informations mentionnées dans cette section peuvent être confirmées par la base de données cinématographiques IMDb,  présente dans la section « Liens externes ».
- Titre français : Les Enfants
- Titre original espagnol : Los chicos
- Réalisation : Marco Ferreri
- Scénario : Marco Ferreri, Leonardo Martín
- Photographie : Francisco Sempere
- Montage : José Antonio Rojo
- Musique : Miguel Asins Arbó
- Décors : Francisco Canet
- Société de production : Procusa, Tecisa, Época Films S.A.
- Pays de production :  Espagne
- Langue originale : espagnol
- Format : Noir et blanc - 1,37:1 - Son mono - 35 mm
- Genre : Drame
- Durée : 90 minutes (1 h 30)
- Dates de sortie : 
  - Espagne : 1959 ; 20 mars 1965 (Club amigos de la Unesco)

## Distribution
- Madeleine Piguet : Madeleine
- José Luis García : El chispa
- Joaquín Cascales Zarzo : Joaquín
- Alberto Jiménez : Carlos
- José Sierra : Andrés
- Mari Carmen Aymat : La première jeune fille
- Ana María Vidal : La deuxième jeune fille
- Carmen Franco : La troisième jeune fille
- Matilde Asencio : La quatrième jeune fille
- Concha Gómez Conde : La cinquième jeune fille
- Félix Dafauce : Enrique
- Rosario García Ortega : La mère de Carlos
- María Luisa Ponte : La mère de Joaquín
- Irene Daina : Le guetteur
- Adriano Rimoldi : Le petit ami du guetteur